# یوشیو اینابا
یوشیو اینابا (稲葉 義男 Inaba Yoshio, ۱۵ ژوئیهٔ ۱۹۲۰ – ۲۰ آوریل ۱۹۹۸)؛ بازیگر اهل ژاپن بود که بیشتر به خاطر ایفای نقش گُروبِئی در هفت سامورایی آکیرا کوروساوا شناخته‌شده‌است. اینابا علاوه بر حرفه‌اش در سینما، بازیگر پُرکار تئاتر و عضو شرکت معتبر تئاتر هایوزا نیز بود.
او در سن ۷۷ سالگی بر اثر حمله قلبی درگذشت.
از فیلم‌ها یا برنامه‌های تلویزیونی که وی در آن نقش داشته‌است می‌توان به آتش در دشت (۱۹۵۹)، سریر خون (۱۹۵۷)، سامورایی ۲: دوئل در معبد ایچی‌جوجی (۱۹۵۵)، هاراکیری (۱۹۶۲)، سکوت (۱۹۷۱)، میتو کومون (۱۹۷۸)، سامورایی قاتل (۱۹۶۵)، گیشا (۱۹۸۳)، تایکوکی (۱۹۶۵)، دای چوشینگورا (۱۹۷۱)، و آمیگاسا جوبی (۷۵–۱۹۷۴) اشاره کرد.